# Dictionnaire des œuvres littéraires du Québec
Le Dictionnaire des œuvres littéraires du Québec (DOLQ) est un projet de recherche québécois considéré comme fondateur du Centre de recherche interuniversitaire sur la littérature et la culture québécoises (CRILCQ) (alors nommé CRELIQ) de l'Université Laval (Québec). Il a été initié par le professeur Maurice Lemire en 1971. 
L'objectif de ce projet — encore en cours aujourd'hui — est d'établir de manière exhaustive le corpus de la littérature québécoise par la publication d'un Dictionnaire dont 8 volumes (des origines à 1990) sont parus à ce jour chez Fides à Montréal.

## Description
Cet outil de référence qui s'est imposé dans les études littéraires québécoises depuis la fin des années 1970 porte sur toutes les œuvres d'imagination (roman, conte, nouvelle, poésie) et sur les essais qui ont marqué l'histoire littéraire et culturelle du Québec (depuis la Nouvelle-France jusqu'à nos jours). Si les rédacteurs du Dictionnaire consacrent plusieurs pages aux œuvres dites « classiques » du corpus québécois, il n'en demeure pas moins que leurs choix se font sans égard pour la popularité des œuvres ou leur qualité. L'accent est mis sur la valeur littéraire à l'époque de la parution, ce qui amène les contributeurs à s'interroger sur la notion même de littérature, puisqu'il faut tenir compte des discours critiques de chaque époque afin d'offrir un tableau fidèle de l'activité et du corpus littéraire québécois.
Comme le résume Yvan Lamonde dans son compte rendu du premier tome : 
L'essentiel de l'ouvrage porte sur l'analyse des œuvres présentées par ordre alphabétique de titre. L'analyse du contenu de l'œuvre dont le développement est fonction de son importance est précédée d'une courte biographie de l'auteur et suivie de la description bibliographique de l'œuvre et d'une notice bibliographique qui indique la fortune de l'œuvre en énumérant toutes ses éditions et en proposant un choix d'études sur l'œuvre et sur l'auteur.
L'équipe du projet souhaite mettre à la portée des étudiants, des chercheurs et des professeurs en littérature québécoise et du grand public en général, un instrument indispensable et efficace rédigé par des experts dans le domaine. Elle souhaite fournir un accès immédiat à l'état actuel de la recherche en littérature québécoise et assurer une continuité nécessaire dans les recherches déjà entreprises, en tenant évidemment compte de l'évolution dans le domaine. 
Au total, plus de 2 400 ouvrages ont été analysés pour la période 1981-1990.
Le 18 novembre 2011, au musée national des beaux-arts du Québec, avait lieu un colloque soulignant le 40e anniversaire du Dictionnaire des œuvres littéraires du Québec. Organisé par Chantal Savoie et Mylène Bédard, plusieurs invités étaient présents, entre autres, Lucie Robert, Aurélien Boivin et Maurice Lemire.

## Contributeurs
De nombreux chercheurs ont contribué au DOLQ depuis les années 1970. Parmi les principaux, on peut mentionner :
- Jacques Blais
- Aurélien Boivin
- Roger Chamberland
- Guy Champagne
- Gilles Dorion
- Jean Du Berger
- Jean-Charles Falardeau
- André Gaulin
- Gilles Girard
- Richard Houle
- Kenneth Landry
- Alonzo Le Blanc
- Maurice Lemire
- Suzanne Paradis
- Lucie Robert
- Nive Voisine

## Éditions duDictionnaire des œuvres littéraires du Québec
- Tome I : Des origines à 1900 (sous la direction de Maurice Lemire), Montréal, Fides, 1980, 927 p. ; 2e édition revue, corrigée et mise à jour.
- Tome II : 1900-1939 (sous la direction de Maurice Lemire), Montréal, Fides, 1987, 1386 p. ; 2e édition revue, corrigée et mise à jour.
- Tome III : 1940-1959 (sous la direction de Maurice Lemire), Montréal, Fides, 1982, 1252 p.
- Tome IV : 1960-1969 (sous la direction de Maurice Lemire), Montréal, Fides, 1984, 1123 p.
- Tome V : 1970-1975 (sous la direction de Maurice Lemire), Montréal, Fides, 1987, 1133 p.
- Tome VI : 1976-1980 (sous la direction de Gilles Dorion), Montréal, Fides, 1994, 1087 p.
- Tome VII : 1980-1985 (sous la direction d'Aurélien Boivin), Montréal, Fides, 2003, 1229 p.
- Tome VIII : 1986-1990 (sous la direction d'Aurélien Boivin), Montréal, Fides, 2011, 1151 p.
- Tome IX : 1991-1995 (sous la direction d'Aurélien Boivin), en cours de production.